# Karoten
Karoten (C40H56) smjesa je karotena α, β i γ. Sastav ovisi o sirovini i postupku dobivanja. Najviše ima β-karotena (najčešće oko 85%), a najmanje γ-karotena (obično manje od 1%). Izomeri karotena imaju talište oko 180 °C, a teško se izoliraju jedan od drugog. Sirovi karoten (C.I. 75130) dobiva se iz korijena mrkve i iz ulja ploda afričke uljne palme (lat. Elaeis guinensis i drugih vrsta.) Osim toga, sirovi karoten nalazi se u sjemenkama djeteline, a zajedno s ksantofilom i klorofilom u djetelini, koprivi i nekim drugim biljkama. Izolacijom iz sirovina dobiva se kristalizirani karoten (od 75 do 90% karotena) ili uljni ekstrakt (od l do 20% karotena). Kristalizirani karoten i različite otopine karotena u biljnim uljima upotrebljavaju se za bojenje masti i ulja, sladoleda, mliječnih i farmaceutskih proizvoda, za vitaminiziranje margarina (β-karoten je provitamin A) i kao dodatak stočnoj hrani za mladunčad.

## Karotenoidi
Karotenoidi (karoten od fr. carotène, od carotte: mrkva) je skupina prirodnih žutih, narančastih i crvenih pigmenata vrlo raširenih u prirodi, posebno u tamnozelenome lisnatom povrću te u žutonarančastome voću i povrću. Poznato ih je više od 700, od kojih se 50 može upijati (apsorbirati) i metabolizirati u ljudskom organizmu. Smatra se da imaju preventivan učinak na karcinogenezu. Po kemijskoj su građi alifatski ili alifatsko-aliciklički ugljikovodici ili njihovi kisikovi derivati s politerpenskom strukturom i s mnogobrojnim konjugiranim (povezanim) dvostrukim vezama. Većina karotenoida ima u molekuli 40 ugljikovih atoma. Dobivaju se iz prirodnih materijala ekstrakcijom otapalima i kromatografskom adsorpcijom. Najznačajniji je spoj u toj skupini karoten (β-karoten, C40H56), redoviti pratilac klorofila u zelenim biljkama; ima ga i u mnogim cvjetovima i plodovima, u mrkvi, a u jetri se pretvara u vitamin A. Ksantofil (C40H56O2) žuti je pigment (jesenska žuta boja lišća) koji se nalazi u biljnim kloroplastima, likopen (C40H56) daje crvenu boju rajčici i lubenici, fukoksantin i rodoksantin nalaze se u smeđim i crvenim algama. Karotenoidi upijaju svjetlost valne duljine koja odgovara plavom ili plavo-ljubičastom spektru svjetlosti. Neki karotenoidi u tijelu čovjeka mogu imati ulogu antioksidansa, dok β-karoten sadrži vitamin A koji pomaže u održanju vida. Biljke koje su bogate karotenoidima najčešće imaju nisku razinu lipida.

### Polienska prirodna bojila
Karotenoidi su glavna polienska prirodna bojila. To su žuti do tamnocrveni kemijski spojevi tetraterpenske strukture s dugim nizom konjugiranih dvostrukih kemijskih veza. H. Wackenroder (1831.) izolirao je obojeni kemijski spoj iz mrkve (lat. Daucus carota), a skupinu kojoj taj spoj pripada nazvao je M. S. Cvet (1911.) karotenima. R. Willstátter sa suradnicima (1906. – 1914.) odredio je bruto kemijske formule mnogih karotenoida. H. von Euler-Chelpin (1928.) otkrio je da je karoten provitamin A, a iste godine P. Karrer i R. Kuhn utvrđuju kemijsku građu mnogih karotenoida. Nakon prvih sinteza (P. Karrer i Hans Herloff Inhoffen, 1950.) naglo se razvila industrijska sinteza karotenoida. Većina prirodnih karotenoida, od kojih je za približno 300 poznata kemijska građa, ima molekule s 40 atoma ugljika, koje se sastoje od središnjeg dijela s 20 atoma ugljika i različitih krajnjih skupina s 10 atoma ugljika. Osim toga, postoje kemijski spojevi, dobiveni razgradnjom, s manje od 40 atoma ugljika, pa ksantofili, koji su također tetraterpeni, koji imaju još jednu ili više oksiskupina ili karbonilnih skupina, odnosno po jednu oksiskupinu i karbonilnu skupinu.